# NGC 5796
NGC 5796 (другие обозначения — MCG -3-38-39, PGC 53549) — эллиптическая галактика (E) в созвездии Весы.
Этот объект входит в число перечисленных в оригинальной редакции «Нового общего каталога».